# NGC 6950
NGC 6950 – gromada otwarta znajdująca się w gwiazdozbiorze Delfina. Odkrył ją William Herschel 15 października 1784 roku. Jest położona w odległości ok. 3,5 tys. lat świetlnych od Słońca.